# Classix Shape Edition
King Diamond – Massacre's Classix Shape Edition es un álbum recopilatorio de serie limitada en formato
vinilo de 12" de la banda de heavy metal King Diamond, producido por la discográfica Massacre Records y publicado en 1999.

## Lista de canciones
1. «Moonlight» (4:30)
2. «LOA House» (5:35)
3. «Black Hill Sanitarium» (4:48)
4. «From The Other Side» (3:49)
5. «Voodoo» (4:34)